# Szarów (Petite-Pologne)
Pour les articles homonymes, voir Szarów.
Szarów est une localité polonaise de la gmina de Kłaj, située dans le powiat de Wieliczka en voïvodie de Petite-Pologne.